# Mastodonsàurids
Els mastodonsàurids (Mastodonsauridae) constitueixen una família de temnospòndils capitosauroïdeus. S'han trobat fòssils pertanyents a aquesta família a Amèrica del Nord, Groenlàndia, Europa, Àsia, i Austràlia. La família dels capitosàurids (també coneguda com a ciclotosàurids i estenotosàurids) sinònima amb els mastodonsàurids.

## Gèneres
- Archotosaurus
- Bukobaja
- Capitosaurus
- Cyclotosaurus
- Eryosuchus
- Heptasaurus
- Kestrosaurus
- Mastodonsaurus
- Paracyclotosaurus
- Parotosuchus
- Promastodonsaurus
- Rhadalognathus
- Sassenisaurus
- Volgasaurus
- Volgasuchus
- Wellesaurus
- Wetlugasaurus